# Příbramská strojírna a slévárna
Příbramská strojírna a slévárna a.s. war ein tschechoslowakischer Hersteller von Automobilen.

## Unternehmensgeschichte
Das Unternehmen aus Příbram begann 1924 mit der Produktion von Automobilen. Der Markenname lautete ASPA. 1929 endete die Produktion.

## Fahrzeuge
Das erste Modell war mit dem Vierzylindermotor des Ford Modell T ausgestattet. Ein anderes Modell, je nach Quelle als Typ B 5/15 HP, 5/14 HP oder Type B bezeichnet, verfügte über einen wassergekühlten Vierzylindermotor mit 1327 cm³ Hubraum und 15 PS Leistung. Der Motor besaß OHV-Ventilsteuerung, Magnetzündung, einen Anlasser von Bosch sowie ein Vierganggetriebe. Der Motor trieb die Hinterräder an. Das Gewicht des Fahrzeugs betrug 650 kg. Der offene Viersitzer verfügte über lediglich eine Tür. Von diesem Modell entstanden 40 Exemplare. Außerdem standen Lieferwagen und Ambulanzwagen im Angebot.
1926 ergänze der Typ M 7/24 HP das Angebot. Sein Vierzylindermotor mit 75 mm Bohrung und 110 mm Hub verfügte über 1944 cm³ Hubraum.
Im Jahre 1933 waren in der Tschechoslowakei 30 Personenwagen, 4 Lieferwagen, 1 Bus und 1 Krankenwagen dieses Herstellers registriert.